# Kate Shortman
Kate Shortman, née le 19 novembre 2001 à Bristol en Angleterre, est une nageuse synchronisée britannique. 
Elle participe notamment aux Championnats du monde aquatiques de 2019 en Corée du Sud, aux Jeux olympiques d'été de 2020 qui se tiennent à Tokyo, au Japon. Elle participe aussi aux Championnats du monde aquatiques 2022 à Budapest, en Hongrie. 
Elle remporte la médaille d'argent aux Jeux olympiques d'été de 2024 en duo avec Isabelle Thorpe. 

## Biographie

### Jeunesse et formation
Kate Elizabeth Shortman naît le 19 novembre 2001 à Bristol. Elle fréquente le lycée de Redland et celui de Redmaids avant de fréquenter le lycée de Clifton avec Isabelle Thorpe,. Kate Shortman obtient une bourse Bill Whiteley pour étudier la gestion internationale et le français à l'Université de Bath.

### Carrière sportive
Kate Shortman participe aux Championnats du monde aquatiques de 2017 à Budapest, en Hongrie, Aux Championnats du monde aquatiques de 2019 qui se déroulent à Gwangju, en Corée du Sud, Kate Shortman termine dixième de la routine technique en solo et onzième de la routine libre en solo,. Kate Shortman et Isabelle Thorpe participent à la routine technique en duo et à la routine libre en duo, elles terminent à la 14e place du tour préliminaire dans les deux épreuves,. Elle participe ensuite à l'épreuve de duo féminin aux Jeux olympiques d'été de 2020 qui se tiennent à Tokyo, au Japon.
En 2021, Kate Shortman participe à la routine libre en solo, à la routine libre en duo et à la routine technique en duo aux Championnats d'Europe aquatiques 2020 qui se déroulent à Budapest, en Hongrie.
Elle termine septième de la routine technique solo aux Championnats du monde aquatiques 2022 qui se sont tiennent à Budapest, en Hongrie. Kate Shortman et Isabelle Thorpe terminent à la neuvième place dans la routine technique en duo.
Aux Championnats du monde aquatiques de 2024 à Doha, Isabelle Thorpe et Kate Shortman remportent la médaille d'argent dans la compétition de routine technique en duo, devenant ainsi les premiers Britanniques à réussir cette performance. Le duo décroche ensuite le bronze dans la compétition de routine libre en duo. Cela assure la qualification de leur duo pour les Jeux olympiques de Paris 2024. Elle s'entraîne au club de natation de la ville de Bristol.
Aux Jeux olympiques de 2024 à Paris, elle remporte avec Isabelle Thorpe la médaille d'argent,,. Il s'agit de la première médaille jamais remportée par la Grande-Bretagne aux Jeux olympiques dans cette discipline.